# Newcastle upon Tyne East (circonscription du Parlement britannique)
La circonscription de Newcastle upon Tyne East  est une circonscription située dans le Tyne and Wear, et représentée à la Chambre des communes du Parlement britannique depuis 2010 par Nick Brown du Parti travailliste.